# Eileen Power
Eileen Power (Altrincham, 9 gennaio 1889 – Londra, 8 agosto 1940) è stata una storica britannica nota soprattutto per i suoi studi di storia economica e del medioevo.

## Biografia
Prima delle tre figlie di un agente di cambio, nonostante alcune difficoltà familiari (il padre fu condannato per truffa, la madre morì quando Eileen aveva 14 anni) ebbe un'ottima istruzione: studiò alla Oxford High School for Girls, al Girton College (università di Cambridge) e alla Sorbona.
Fu Direttrice degli Studi di Storia al Girton College (1913-21), e insegnò alla London School of Economics (LSE), in cui tenne corsi di scienza politica nel 1921-24, e all'università di Londra (1924-31). Nel 1931 divenne professoressa di storia economica alla LSE, seconda donna ad ottenere tale posizione dopo Lilian Knowles. Nel 1938 passò ad insegnare la stessa disciplina all'università di Cambridge.
Nel 1927 Power fondò la Economic History Review, e nel 1933 contribuì con William Beveridge, capo della LSE, alla fondazione dell'Academic Freedom Committee, che aveva l'obiettivo di dare aiuto agli accademici in fuga dalla Germania nazista.
Critica della politica estera britannica, Power prese parte alle attività della Union of Democratic Control, un'associazione antimilitarista. Sostenne la possibilità per le donne di avere accesso all'istruzione superiore e si dedicò non solo alla ricerca accademica, ma anche alla divulgazione storica. Un esempio di quest'ultima è la sua opera più popolare, Medieval People (1924).
Nel 1937 sposò lo storico Michael Moissey Postan (che era stato suo assistente), anche se in precedenza era stata fidanzata con Reginald Johnston (noto per essere stato il tutore di Pu Yi), che aveva conosciuto durante un viaggio in Asia orientale nel 1920-21.
Morì nel 1940 per un attacco cardiaco.

## Opere
- The Paycockes of Coggeshall (1919)
- The Unconquered Knight. A Chronicle of the Deeds of Don Pero Nino, Count of Buelna de Gamez (1920) curatrice
- Medieval English Nunneries (1922)
- Medieval People (1924) (Vita nel Medioevo, traduzione di Lodovico Terzi, premessa e note di Laura Mancinelli Torino, Einaudi 1966, 19992, ISBN 880615415X)
- Tudor Economic Documents (1924, 3 volumi), curatrice con R. H. Tawney
- Don Juan of Persia: A Shiah Catholic (1926), curatrice con E. Denison Ross
- Pero Tafur travels and adventures 1435-1439 (1926), curatrice con E. Denison Ross
- Boys & Girls of History (1926) con Rhoda Power (C'eravamo anche noi : Vita di ragazzi attraverso la Storia, traduzione di Teresa Tonioli, Ferrara, Bovolenta 1981, ISBN 8808055906)
- The Diary of Henry Teonge, Chaplain on Board H.M.'s Ships Assistance, Bristol, and Royal Oak,  1675-1679, curatrice con E. Denison Ross
- John Macdonald Travels (1745-1779) (1927) curatrice con E. Denison Ross
- Cities and Their Stories, an Introduction to the Study Of European History (1927) con Rhoda Power
- Hans Staden. The True History of His Captivity - 1557 (1928) curatrice con E. Denison Ross
- Hernando Cortes - Five Letters 1519-1526 (1928) curatrice con E. Denison Ross
- Huc & Gabet. Travels in Tartary, Thibet and China 1844-46, George Routledge (1928, 2 volumi), curatrice con E. Denison Ross
- The Goodman of Paris (Le Ménagier de Paris): A Treatise on Moral and Domestic Economy By A Citizen of Paris c. 1393  (1928), traduttrice
- More Boys & Girls of History (1928) con Rhoda Power (Ragazzi nella storia : diciotto racconti, traduzione di Manuela Valentini e Giorgio Giubelli, Ferrara, Bovolenta 1982)
- Memoirs of Lorenzo Da Ponte : Mozart's Librettist (1929) curatrice con Elizabeth Drew
- Sir Lancelot of the Lake : a French Prose Romance of the Thirteenth Century (1929) curatrice con G. G. Coulton
- The Autobiography of Ousama (1929) curatrice con G. G. Coulton
- Jahangir and the Jesuits by Fernao Guerreiro, curatrice con E. Denison Ross (1930)
- The Works of Liudprand of Cremona (1930) curatrice con G. C. Coulton
- Madame D'Aulnoy: Travels into Spain (1930) curatrice con E. Denison Ross
- English Trade in 15th Century (1933) con Michael Postan
- Bernal Diaz Del Castillo, the Discovery and Conquest of Mexico 1517-1521 (1936) curatrice con E. Denison Ross
- The Wool Trade in English Medieval History (1941), Ford Lectures per il 1940.
- Cambridge Economic History of Europe, Vol. 1: The Agrarian Life of the Middle Ages (1942) curatrice con J. H. Clapham
- Medieval Women (1975) (Donne del Medioevo, traduzione di Sciana Loaldi Contri, Milano, Jaca Book, 1978, ISBN 8816401230)